# Pacé (Orne)
Pacé é uma comuna francesa na região administrativa da Normandia, no departamento Orne. Estende-se por uma área de 7,56 km². Em 2010 a comuna tinha 415 habitantes (densidade: 54,9 hab./km²).